# Parietaria micrantha
Parietaria micrantha är en nässelväxtart som beskrevs av Carl Friedrich von Ledebour. Parietaria micrantha ingår i släktet väggörter, och familjen nässelväxter. Inga underarter finns listade i Catalogue of Life.